# Ticodendron
 Denne artikel bør gennemlæses af en person med fagkendskab for at sikre den faglige korrekthed.

Ticodendron incognitum er et løvtræ fra Mellemamerika. Den er den eneste art af Ticodendron og det eneste medlem af familien Ticodendraceae. Den er tættest beslægtet med Birke-familien.
Den blev først opdaget i 1989 i Costa Rica, for man havde tidligere overset den på grund af, at dens habitat findes i en dårligt udforsket tågeskov, og på grund af dens meget 'almindelige' udseende. Senere forskning viste, at dens udbredelsesområde når fra Mexico (Veracruz, Oaxaca og Chiapas) og sydpå til Mellemamerika (Costa Rica, Guatemala, Honduras Nicaragua og Panama).
Arten er et træ på 20–30 m højde, som overfladisk kan ligne en El med spredtstillede, hele blade, som er 5–12 cm lange med savtakket rand.

## Eksterne links
- Foto af blade og frugter
- Foto af et herbarieark Arkiveret 25. maj 2011 hos  Wayback Machine
- Udbredelseskort
- Database over neotropiske plantefamilier @www.lacistemataceae.org/NPFD Arkiveret 4. oktober 2011 hos  Wayback Machine